# 薮下楓
薮下 楓（やぶした ふう、2000年〈平成12年〉10月7日 - ）は、日本の元アイドルであり、女性アイドルグループSTU48の元メンバー。
大阪府出身。実姉は元NMB48の薮下柊。

## 略歴
2017年
- 3月19日、 STU48第1期生オーディションの最終審査に合格（応募総数8,061人、最終合格者31人）[5]。
- 5月3日、広島市で行われた「ひろしまフラワーフェスティバル」にてSTU48としてお披露目された[6]。
- 9月24日開催の「AKB48グループ ユニットじゃんけん大会2017〜絆は拳から生まれる!〜」に姉・薮下柊の親友でもあるNMB48の渋谷凪咲とのコンビ（「なぎっふぅ〜」）で出場[7]。

2018年
- 10月25日、STU48内のMCをテーマとするユニット「せとまいく」のリーダーとして”課外活動”と題したユニット活動を開始[8]。

2019年
- 4月1日、体調不良などを理由に活動を休止することを発表。翌月6日の握手会を最後に活動を休止した[9]。
- 8月22日、山口県下関港で行われた船上公演「GO!GO! little SEABIRDS!!」にサプライズ出演し、活動再開を発表した[9]。

2020年
- 8月2日より、MBSラジオで初の冠番組「STU48 薮下 楓の 楓のショー」がスタート[10]。
- 10月18日放送の「STU48イ申テレビ 緊急企画 ファンが 決めちゃうユニット発表SP」（ファミリー劇場CLUB）内で開票された「ファンが決めちゃうSTU48 6thシングルカップリングユニット」で5位となり、メンバー入りを果たした[11]。

2021年
- 4月16日、自身のSHOWROOM配信において、7月末を目途にSTU48からの卒業、および芸能界を引退することを発表した[12][13]。
- 8月8日、神戸国際会館こくさいホールで夜の公演で卒業コンサートを行い、同日付けでSTU48を卒業、芸能界も引退した[14][15][16][17]。

## 人物
STU48のオーディションを受験した際には当時NMB48に所属していた姉・柊にも秘密にしており、打ち明けたのは二次審査に合格した後のことだった。楓はアイドルに興味がないと思っていた柊は、オーディション受験の話を聞かされて大変驚いたという。ただし、実際は乃木坂46のファンであり、姉の影響もあってアイドルへの憧れを抱いていた。そのため、STU48結成の前年に行われたNMB48の5期生オーディションの受験も考えていたが、姉の苦労を知っている両親と姉からの反対を受け、受験を断念していた。姉の柊とは「親友のような仲」である。
小学校から6年間バスケットボールのプレー経験がある。好きな食べ物はたこわさ。好きなテレビ番組は「世界の果てまでイッテQ!」。憧れの芸能人は元乃木坂46の西野七瀬。
父がA型で母がB型。楓と姉の柊はAB型である。

## STU48在籍時の参加曲

### シングル選抜楽曲
STU48名義
- 暗闇
  - STU48
  - 誰かがいつか 好きだと言ってくれる日まで
- 風を待つ
  - 出航
  - 夢力 - 「CGB41」名義
  - 制服の重さ - 「20世紀生誕メンバー」名義
- 無謀な夢は覚めることがない
  - 瀬戸内の妹
- 思い出せる恋をしよう(1期生・ドラフト3期生歌唱ver.）
  - あの日から僕は変わった
  - 短日植物 - 「ふうちほ」（石田千穂とのユニット）名義
- 独り言で語るくらいなら
  - サングラスデイズ - 「1期生&ドラフト3期生」名義
  - 僕はこの海を眺めてる - 「瀬戸内PR部隊」名義

AKB48名義
- 「願いごとの持ち腐れ」に収録
  - 瀬戸内の声 - 「STU48」名義
- 「11月のアンクレット」に収録
  - 思い出せてよかった - 「STU48」名義
  - 法定速度と優越感 - 「U-17選抜」名義
- 「ジャーバージャ」に収録
  - ペダルと車輪と来た道と - 「STU48」名義
- 「NO WAY MAN」に収録
  - おはようから始まる世界 - 「U-19選抜2018」名義
- 「失恋、ありがとう」に収録
  - 思い出マイフレンド - 「1st Campus」名義

## 出演

### ラジオ
- ひろしま コイらじ（2020年4月 - 2021年7月21日、NHK広島 ラジオ第1放送） - 水曜ティーンズレギュラー[21]
- STU48薮下楓の楓のショー（2020年8月2日 - 10月26日、MBSラジオ） - 冠番組[10]。

### CM
- 長崎ちゃんめん（2018年 - 、岡山県・香川県・広島県・山口県ローカル）[22]

## 写真集
- さよならの余韻（2021年7月30日、玄光社）ISBN 978-4768315200 [23]